# Evropská liga UEFA 2019/2020
Sezóna Evropské ligy UEFA 2019/20 byla 49. ročníkem druhé nejprestižnější evropské klubové fotbalové soutěže a 11. od zavedení nového formátu a přejmenování z Poháru UEFA na Evropskou ligu UEFA.
Obhájcem vítězství byla Chelsea, která se tak kvalifikovala do Ligy mistrů UEFA 2019/20 a nemohla titul obhájovat, pokud by se ve skupinové fázi Ligy mistrů neumístila na třetím místě. Finále se mělo původně hrát na stadionu PGE Arena v polském Gdaňsku. Kvůli koronaviru bylo ale čtvrtfinále, semifinále a finále přesunuto do Německa. Finále se hrálo na RheinEnergieStadion v Kolíně nad Rýnem. Vítězem se stal španělský tým FC Sevilla, který ve finále porazil italský Inter Milán 3:2.
Vítěz Evropské ligy UEFA 2019/20 se kvalifikoval do Superpoháru UEFA 2020, kde bude hrát proti vítězi Ligy mistrů UEFA 2019/20. Vítěz také bude automaticky nasazen do skupinové fáze Ligy mistrů UEFA 2020/21, ale pokud by se do LM již kvalifikoval ze své domácí ligy, místo ve skupinové fázi bude předáno 3. týmu z Francie (Ligue 1 2019/20), 5. asociace v žebříčku pro příští ročník.

## Účastnická místa
Celkem 213 týmů z 55 členských zemí UEFA se účastnilo Evropské ligy UEFA 2019/20. Každá země měla přidělený počet míst podle koeficientů UEFA:
- Asociace na 1.–51. místě (kromě Lichtenštejnska) obdržely tři místa.
- Asociace na 52.–54. místě obdržely dvě místa.
- Lichtenštejnsko (31. místo) a Kosovo (55. místo) obdržely jedno místo.
- 55 týmů vyřazených z Ligy mistrů UEFA 2019/20 bylo přesunuto do Evropské ligy UEFA 2019/20.

### Žebříček UEFA
Účastnická místa pro Evropskou ligu UEFA 2019/20 byla rozdělena podle koeficientu UEFA, do kterého byly započteny výsledky klubů dané země v evropských pohárových soutěžích od sezóny 2013/14 do sezóny 2017/18 včetně.
| #  | Asociace    | Koef.   | # týmů |
| -- | ----------- | ------- | ------ |
| 1  | Španělsko   | 106.998 | 3      |
| 2  | Anglie      | 79.605  | 3      |
| 3  | Itálie      | 76.249  | 3      |
| 4  | Německo     | 71.427  | 3      |
| 5  | Francie     | 56.415  | 3      |
| 6  | Rusko       | 53.382  | 3      |
| 7  | Portugalsko | 47.248  | 3      |
| 8  | Ukrajina    | 41.133  | 3      |
| 9  | Belgie      | 38.500  | 3      |
| 10 | Turecko     | 35.800  | 3      |
| 11 | Rakousko    | 32.850  | 3      |
| 12 | Švýcarsko   | 30.200  | 3      |
| 13 | Česko       | 30.175  | 3      |
| 14 | Nizozemsko  | 29.749  | 3      |
| 15 | Řecko       | 28.600  | 3      |
| 16 | Chorvatsko  | 26.000  | 3      |
| 17 | Dánsko      | 25.950  | 3      |
| 18 | Izrael      | 21.750  | 3      |
| 19 | Kypr        | 21.550  | 3      |
| 20 | Rumunsko    | 20.450  | 3      |

| #  | Asociace            | Koef.  | # týmů |
| -- | ------------------- | ------ | ------ |
| 21 | Polsko              | 20.125 | 3      |
| 22 | Švédsko             | 19.975 | 3      |
| 23 | Ázerbájdžán         | 19.125 | 3      |
| 24 | Bulharsko           | 19.125 | 3      |
| 25 | Srbsko              | 18.750 | 3      |
| 26 | Skotsko             | 18.625 | 3      |
| 27 | Bělorusko           | 18.625 | 3      |
| 28 | Kazachstán          | 18.125 | 3      |
| 29 | Norsko              | 17.425 | 3      |
| 30 | Slovinsko           | 14.500 | 3      |
| 31 | Lichtenštejnsko     | 13.000 | 1      |
| 32 | Slovensko           | 12.125 | 3      |
| 33 | Moldávie            | 10.000 | 3      |
| 34 | Albánie             | 8.500  | 3      |
| 35 | Island              | 8.250  | 3      |
| 36 | Maďarsko            | 8.125  | 3      |
| 37 | Makedonie           | 7.500  | 3      |
| 38 | Finsko              | 6.900  | 3      |
| 39 | Irsko               | 6.700  | 3      |
| 40 | Bosna a Hercegovina | 6.625  | 3      |

| #  | Asociace        | Koef. | # týmů |
| -- | --------------- | ----- | ------ |
| 41 | Lotyšsko        | 5.625 | 3      |
| 42 | Estonsko        | 5.500 | 3      |
| 43 | Litva           | 5.375 | 3      |
| 44 | Černá Hora      | 5.000 | 3      |
| 45 | Gruzie          | 5.000 | 3      |
| 46 | Arménie         | 4.875 | 3      |
| 47 | Malta           | 4.500 | 3      |
| 48 | Lucembursko     | 4.375 | 3      |
| 49 | Severní Irsko   | 4.250 | 3      |
| 50 | Wales           | 3.875 | 3      |
| 51 | Faerské ostrovy | 3.750 | 3      |
| 52 | Gibraltar       | 3.000 | 2      |
| 53 | Andorra         | 1.331 | 2      |
| 54 | San Marino      | 0.499 | 2      |
| 55 | Kosovo          | 0.000 | 1      |

### Rozdělení týmů
|                           |                             | Týmy vstupující do tohoto kola | Týmy postupující z předchozího kola                                 | Týmy vstupující z Ligy mistrů                                                                      |
| ------------------------- | --------------------------- | --- | ------------------------------------------------------------------- | -------------------------------------------------------------------------------------------------- |
| 0. předkolo (14 týmů)     | 0. předkolo (14 týmů)       | - 4 pohároví vítězové z asociací na 52.–55. místě - 6 týmů ze 2. místa asociací na 49.–54. místě - 4 týmy ze 3. místa asociací na 48.–51. místě |                                                                     | |
| 1. předkolo (94 týmů)     | 1. předkolo (94 týmů)       | - 26 pohárových vítězů z asociací na 26.–51. místě - 30 týmů ze 2. místa asociací na 18.–48. místě (kromě Lichtenštejnska) - 31 týmů ze 3. místa asociací na 16.–47. místě (kromě Lichtenštejnska) | - 7 vítězů z 0. předkola                                            | |
| 2. předkolo               | Mistrovská část (19 týmů)   | |                                                                     | - 3 poražení z 0. předkola LM - 16 poražených z 1. předkola LM                                     |
| 2. předkolo               | Nemistrovská část (74 týmů) | - 7 pohárových vítězů z asociací na 19.–25. místě - 2 týmy ze 2. místa asociací na 16.–17. místě - 3 týmy ze 3. místa asociací na 13.–15. místě - 9 týmů ze 4. místa asociací na 7.–15. místě - 2 týmy z 5. místa asociací na 5.–6. místě (u Francie vítězové ligového poháru) - 4 týmy ze 6. místa asociací na 1.–4. místě (u Anglie vítězové ligového poháru) | - 47 vítězů z 1. předkola                                           | |
| 3. předkolo               | Mistrovská část (20 týmů)   | | - 10 vítězů z 2. předkola MČ                                        | - 10 poražených z 2. předkola MČ LM                                                                |
| 3. předkolo               | Nemistrovská část (52 týmů) | - 6 pohárových vítězů z asociací na 13.–18. místě - 6 týmů ze 3. místa asociací na 7.–12. místě - 1 tým ze 4. místa asociace na 6. místě | - 37 vítězů z 2. předkola NČ                                        | - 2 poražení z 2. předkola NČ LM                                                                   |
| 4. předkolo               | Mistrovská část (16 týmů)   | | - 10 vítězů z 3. předkola MČ                                        | - 6 poražených z 3. předkola MČ LM                                                                 |
| 4. předkolo               | Nemistrovská část (26 týmů) | | - 26 vítězů z 3. předkola NČ                                        | |
| Skupinová fáze (48 týmů)  | Skupinová fáze (48 týmů)    | - 12 pohárových vítězů z asociací na 1.–12. místě - 1 tým ze 4. místa asociace na 5. místě - 4 týmy z 5. místa asociací na 1.–4. místě | - 8 vítězů z 4. předkola MČ - 13 vítězů z 4. předkola NČ            | - 4 poražení z 3. předkola NČ LM - 4 poražení z 4. předkola MČ LM - 2 poražení z 4. předkola NČ LM |
| Vyřazovací fáze (32 týmů) | Vyřazovací fáze (32 týmů)   | | - 12 vítězů základních skupin - 12 týmů z 2. míst základních skupin | - 8 týmů ze 3. míst základních skupin LM                                                           |

Pokud se vítězem domácího nebo ligového poháru stane tým, který se do pohárové Evropy již kvalifikoval umístěním v lize, místo vítěze poháru je přenecháno nejvyššímu umístěnému týmu v dané lize, který se do evropských poháru nekvalifikoval. Týmy kvalifikované do Evropské ligy, které se umístily v lize nad tímto týmem, se posunují o pozici nahoru.

### Týmy
Týmy kvalifikované do Evropské ligy UEFA 2019/20 seřazeny podle kol do kterých vstoupily. V závorkách důvod kvalifikace:
Popisky v závorkách ukazují z jaké pozice se tým kvalifikoval do soutěže :
- VP: Vítěz domácího poháru
- VL: Vítěz ligového poháru
- 2., 3., 4., atd.: Umístění v lize
- VK: Vítěz kvalifikace o Evropskou Ligu z domácí soutěže
- LM: Vstup z Ligy mistrů
  - 3S: 3. místo ve skupinové fázi
  - P4: Poražení ze 4. předkola
  - P3: Poražení ze 3. předkola
  - P2: Poražení ze 2. předkola
  - P1: Poražení z 1. předkola
  - P0: Poražení z 0. předkola

| Play-off                      | Play-off                             | Play-off                     | Play-off                  |
| ----------------------------- | ------------------------------------ | ---------------------------- | ------------------------- |
| Ajax                          | RB Salzburg                          | Inter Milán                  | Benfica                   |
| Bayer Leverkusen              | Šachtar Doněck                       | Olympiakos                   | Club Bruggy               |
| Skupinová fáze                |                                      |                              |                           |
| Getafe (5.)                   | Wolfsburg (6.)                       | Besiktas (3.)                | Krasnodar (LM P4)         |
| Sevilla (6.)                  | Stade Rennes (VP)                    | Wolfsberger (3.)             | LASK Linz (LM P4)         |
| Arsenal (5.)                  | Saint-Étienne (4.)                   | Lugano (3.)                  | Porto (LM P3)             |
| Manchester United (6.)        | CSKA Moskva (4.)                     | Young Boys (LM P4)           | Dynamo Kyjev (LM P3)      |
| Lazio (VP)                    | Sporting (VP)                        | APOEL (LM P4)                | Basaksehir (LM P3)        |
| AS Řím (6.)                   | Oleksandrija (3.)                    | Kluž (LM P4)                 | Basilej (LM P3)           |
| Borussia Mönchengladbach (5.) | Standard Lutych (3.)                 | Rosenborg (LM P4)            |                           |
| 4. předkolo                   |                                      |                              |                           |
| Mistrovská část               | Mistrovská část                      | Nemistrovská část            | Nemistrovská část         |
| PAOK (LM P3)                  | Celtic (LM P3)                       |                              |                           |
| Kodaň (LM P3)                 | Maribor (LM P3)                      |                              |                           |
| Qarabag (LM P3)               | Ferencváros (LM P3)                  |                              |                           |
| 3. předkolo                   |                                      |                              |                           |
| Mistrovská část               | Mistrovská část                      | Nemistrovská část            | Nemistrovská část         |
| Maccabi Tel Aviv (LM P2)      | Nomme Kalju (LM P2)                  | Spartak Moskva (5.)          | Feyenoord (3.)            |
| AIK Stockholm (LM P2)         | Sutjeska (LM P2)                     | Braga (4.)                   | AEK Athény (3.)           |
| BATE Borisov (LM P2)          | Saburtalo (LM P2)                    | Mariupol (4.)                | Rijeka (VP)               |
| HJK Helsinki (LM P2)          | Valletta (LM P2)                     | Royal Antverpy (VK)          | Midtjylland (VP)          |
| Dundalk (LM P2)               | The New Saints (LM P2)               | Trabzonspor (4.)             | Bnei Yehuda (VP)          |
|                               |                                      | Austria Vídeň (4.)           | Viktoria Plzeň (LM P2)    |
| Thun (4.)                     | PSV Eindhoven (LM P2)                |                              |                           |
| Sparta Praha (3.)             |                                      |                              |                           |
| 2. předkolo                   |                                      |                              |                           |
| Mistrovská část               | Mistrovská část                      | Nemistrovská část            | Nemistrovská část         |
| Piast Gliwice (LM P1)         | Suduva (LM P1)                       | Espanyol (7.)                | AZ Alkmaar (4.)           |
| Ludogorets Razgrad (LM P1)    | Ararat-Armenia (LM P1)               | Wolverhampton Wanderers (7.) | Utrecht (VK)              |
| Astana (LM P1)                | F91 Dudelange (LM P1)                | FC Turín (7.)                | Atromitos (4.)            |
| Slovan Bratislava (LM P1)     | Linfield (LM P1)                     | Eintracht Frankfurt (7.)     | Aris Soluň (5.)           |
| Sheriff Tiraspol (LM P1)      | Havnar Bóltfelag (LM P1)             | Štrasburk (VL)               | Osijek (3.)               |
| Partizani (LM P1)             | Feronikeli (LM P1)                   | Arsenal Tula (6.)            | Esbjerg (3.)              |
| Valur (LM P1)                 | Lincoln Red Imps (LM P0)             | Vitória de Guimaraes (5.)    | AEL Limassol (VP)         |
| Škendija (LM P1)              | Santa Coloma (LM P0)                 | Zorja Luhaňsk (5.)           | Viitorul Constanta (VP)   |
| Sarajevo (LM P1)              | Tre Penne (LM P0)                    | Gent (5.)                    | Lechia Gdaňsk (VP)        |
| Riga (LM P1)                  |                                      | Yeni Malatyaspor (5.)        | Häcken (VP)               |
|                               |                                      | Sturm Graz (VK)              | Gabala (VP)               |
| Luzern (5.)                   | Lokomotiv Plovdiv (VP)               |                              |                           |
| Jablonec (4.)                 | Partizan (VP)                        |                              |                           |
| Mladá Boleslav (VK)           |                                      |                              |                           |
| 1. předkolo                   |                                      |                              |                           |
| Hajduk Split (4.)             | Dinamo Minsk (3.)                    | Breiðablik (2.)              | Flora Tallinn (3.)        |
| Brøndby (VK)                  | Vitebsk (4.)                         | KR Rejkjavík (4.)            | Žalgiris Vilnius (VP)     |
| Maccabi Haifa (2.)            | Kajrat Almaty (VP)                   | Fehérvár (VP)                | Riteriai (3.)             |
| Hapoel Beer Ševa (3.)         | Tobol Kostanaj (3.)                  | Debrecen (3.)                | Kauno Žalgiris (5.)       |
| AEK Larnaka (2.)              | Ordabasy (4.)                        | Honvéd Budapešť (4.)         | Budućnost Podgorica (VP)  |
| Apollon Limassol (3.)         | Molde (2.)                           | Akademija Pandev (VP)        | Zeta (3.)                 |
| FCSB (2.)                     | Brann (3.)                           | KF Škupi (4.)                | Titograd (4.)             |
| Universitatea Craiova (4.)    | Haugesund (4.)                       | Makedonija GP (5.)           | Torpedo Kutaisi (VP)      |
| Legia Varšava (2.)            | Olimpija Lublaň (VP)                 | Inter Turku (VP)             | Dinamo Tbilisi (2.)       |
| Cracovia (4.)                 | Domžale (3.)                         | RoPS (2.)                    | Čichura Sačchere (4.)     |
| Norrköping (2.)               | Mura (4.)                            | KuPS (3.)                    | Alaškert Jerevan (VP)     |
| Malmö (3.)                    | Vaduz (VP)                           | Cork City (2.)               | Pjunik Jerevan (2.)       |
| Neftci Baku (2.)              | Spartak Trnava (VP)                  | Shamrock Rovers (3.)         | Banants Jerevan (3.)      |
| Sabail (3.)                   | Dunajská Streda (2.)                 | St. Pats (5.)                | Balzan (VP)               |
| CSKA Sofia (2.)               | Ružomberok (3.)                      | Zrinjski Mostar (2.)         | Hibernians (2.)           |
| Levski Sofia (VK)             | Milsami Orhei (2.)                   | Široki Brijeg (3.)           | Gżira United (3.)         |
| Radnički Niš (2.)             | Petrocub Hincesti (3.)               | Radnik Bijeljina (5.)        | Fola Esch (2.)            |
| Čukarički (4.)                | Speranta Nisporeni (4.)              | Ventspils (2.)               | Jeunesse Esch (3.)        |
| Rangers (2.)                  | Kukësi (VP)                          | FK RFS (3.)                  | Crusaders (VP)            |
| Kilmarnock (3.)               | Teuta (3.)                           | Liepaja (4.)                 | Connah's Quay Nomads (2.) |
| Aberdeen (4.)                 | Laci (6.)                            | Narva Trans (VP)             | B36 Tórshavn (VP)         |
| Šachtěr Salihorsk (VP)        | Stjarnan (VP)                        | Levadia Tallinn (2.)         |                           |
| 0. předkolo                   |                                      |                              |                           |
| Progrès Niederkorn (4.)       | Cardiff Metropolitan University (VK) | St Joseph's (3.)             | La Fiorita (2.)           |
| Ballymena United (2.)         | Runavík (2.)                         | Engordany (VP)               | Priština (2.)             |
| Cliftonville (VK)             | Klaksvík (4.)                        | Sant Julià (2.)              |                           |
| Barry Town United (3.)        | Europa (VP)                          | Tre Fiori (VP)               |                           |

## Termíny
Termíny pro odehrání jednotlivých kol a jejich losování jsou uvedeny níže. Pokud není uvedeno jinak, los probíhal vždy v Nyonu, ve Švýcarsku, v sídle UEFA.
| Fáze            | Kolo        | Datum losování          | První zápasy       | Druhé zápasy       |
| --------------- | ----------- | ----------------------- | ------------------ | ------------------ |
| Kvalifikace     | 0. předkolo | 11. června 2019         | 27. června 2019    | 4. července 2019   |
| Kvalifikace     | 1. předkolo | 18. června 2019         | 11. července 2019  | 18. července 2019  |
| Kvalifikace     | 2. předkolo | 19. června 2019         | 25. července 2019  | 1. srpna 2019      |
| Kvalifikace     | 3. předkolo | 22. července 2019       | 8. srpna 2019      | 15. srpna 2019     |
| Kvalifikace     | 4. předkolo | 5. srpna 2019           | 22. srpna 2019     | 29. srpna 2019     |
| Skupinová fáze  | 1. kolo     | 30. srpna 2019 (Monako) | 19. září 2019      | 19. září 2019      |
| Skupinová fáze  | 2. kolo     | 30. srpna 2019 (Monako) | 3. října 2019      | 3. října 2019      |
| Skupinová fáze  | 3. kolo     | 30. srpna 2019 (Monako) | 24. října 2019     | 24. října 2019     |
| Skupinová fáze  | 4. kolo     | 30. srpna 2019 (Monako) | 7. listopadu 2019  | 7. listopadu 2019  |
| Skupinová fáze  | 5. kolo     | 30. srpna 2019 (Monako) | 28. listopadu 2019 | 28. listopadu 2019 |
| Skupinová fáze  | 6. kolo     | 30. srpna 2019 (Monako) | 12. prosince 2019  | 12. prosince 2019  |
| Vyřazovací fáze | Play-off    | 16. prosince 2019       | 20. února 2020     | 27. února 2020     |
| Vyřazovací fáze | Osmifinále  | 28. února 2020          | 12. března 2020    | 19. března 2020    |
| Vyřazovací fáze | Čtvrtfinále | 20. března 2020         | 9. dubna 2020      | 16. dubna 2020     |
| Vyřazovací fáze | Semifinále  | 20. března 2020         | 30. dubna 2020     | 7. května 2020     |
| Vyřazovací fáze | Finále      | 20. března 2020         | 27. května 2020    | 27. května 2020    |

## Předkola

### 0. předkolo
V 0. předkole byly týmy rozděleny na nasazené a nenasazené dle koeficientu UEFA. Poté byly nalosovány do dvojzápasu hraného systémem doma–venku, přičemž týmy ze stejné země nemohly být nalosovány proti sobě. Vítězové postoupili do 1. předkola a poražené týmy vypadly z evropských pohárů. Los proběhl 11. června 2019, první zápasy se odehrály 27. června a odvety 4. července.
| Domácí v 1. zápase | Celkem | Hosté v 1. zápase               | 1. zápas | 2. zápas |
| ------------------ | ------ | ------------------------------- | -------- | -------- |
| Progrès Niederkorn | 2:2    | Cardiff Metropolitan University | 1:0      | 1:2      |
| La Fiorita         | 1:3    | Engordany                       | 0:1      | 1:2      |
| Sant Julià         | 3:6    | Europa                          | 3:2      | 0:4      |
| Ballymena United   | 2:0    | Runavík                         | 2:0      | 0:0      |
| Priština           | 1:3    | St Joseph's                     | 1:1      | 0:2      |
| Klaksvík           | 9:1    | Tre Fiori                       | 5:1      | 4:0      |
| Barry Town United  | 0:4    | Cliftonville                    | 0:0      | 0:4      |

### 1. předkolo
V 1. předkole byly týmy rozděleny na nasazené a nenasazené dle koeficientu UEFA. Poté byly nalosovány do dvojzápasu hraného systémem doma–venku, přičemž týmy ze stejné země nemohly být nalosovány proti sobě. Vítězové postoupili do 2. předkola a poražené týmy vypadly z evropských pohárů. Los proběhl 18. června 2019, první zápasy se odehrály 11. července a odvety 18. července.
| Domácí v 1. zápase   | Celkem         | Hosté v 1. zápase     | 1. zápas | 2. zápas |
| -------------------- | -------------- | --------------------- | -------- | -------- |
| Malmö                | 11:0           | Ballymena United      | 7:0      | 4:0      |
| Connah's Quay Nomads | 3:2            | Kilmarnock            | 1:2      | 2:0      |
| KuPS                 | 3:1            | Vitebsk               | 2:0      | 1:1      |
| Breiðablik           | 1:2            | Vaduz                 | 0:0      | 1:2      |
| Brann                | 3:4            | Shamrock Rovers       | 2:2      | 1:2      |
| Ordabasy             | 3:0            | Torpedo Kutaisi       | 1:0      | 2:0      |
| Europa               | 0:3            | Legia Varšava         | 0:0      | 0:3      |
| CSKA Sofia           | 4:0            | Titograd              | 4:0      | 0:0      |
| Gżira United         | 3:3            | Hajduk Split          | 0:2      | 3:1      |
| Flora Tallinn        | 4:2            | Radnički Niš          | 2:0      | 2:2      |
| Maccabi Haifa        | 5:2            | Mura                  | 2:0      | 3:2      |
| Debrecen             | 4:1            | Kukësi                | 3:0      | 1:1      |
| Čukarički            | 8:0            | Banants Jerevan       | 3:0      | 5:0      |
| Jeunesse Esch        | 1:1            | Tobol Kostanaj        | 0:0      | 1:1      |
| FCSB                 | 4:1            | Milsami Orhei         | 2:0      | 2:1      |
| Crusaders            | 5:2            | B36 Tórshavn          | 2:0      | 3:2      |
| Brøndby              | 4:3            | Inter Turku           | 4:1      | 0:2      |
| Molde                | 7:1            | KR Rejkjavík          | 7:1      | 0:0      |
| St Joseph's          | 0:10           | Rangers               | 0:4      | 0:6      |
| Cork City            | 2:3            | Progrès Niederkorn    | 0:2      | 2:1      |
| Ružomberok           | 0:4            | Levski Sofia          | 0:2      | 0:2      |
| Akademija Pandev     | 0:6            | Zrinjski Mostar       | 0:3      | 0:3      |
| Speranta Nisporeni   | 0:9            | Neftci Baku           | 0:3      | 0:6      |
| Zeta                 | 1:5            | Fehérvár              | 1:5      | 0:0      |
| Šachtěr Salihorsk    | 2:0            | Hibernians            | 1:0      | 1:0      |
| Olimpija Lublaň      | 4:3            | FK RFS                | 2:3      | 2:0      |
| Honvéd Budapešť      | 4:2            | Žalgiris Vilnius      | 3:1      | 1:1      |
| Alaškert Jerevan     | 6:1            | Makedonija GP         | 3:1      | 3:0      |
| Radnik Bijeljina     | 2:2 (2:3 pen.) | Spartak Trnava        | 2:0      | 0:2pp.   |
| Fola Esch            | 2:4            | Čichura Sačchere      | 1:2      | 1:2      |
| Dinamo Tbilisi       | 7:0            | Engordany             | 6:0      | 1:0      |
| Široki Brijeg        | 2:4            | Kajrat Almaty         | 1:2      | 1:2      |
| Dunajská Streda      | 3:3            | Cracovia              | 1:1      | 2:2pp.   |
| Kauno Žalgiris       | 0:6            | Apollon Limassol      | 0:2      | 0:4      |
| Ventspils            | 3:1            | Teuta                 | 3:0      | 0:1      |
| Stjarnan             | 4:4            | Levadia Tallinn       | 2:1      | 2:3pp.   |
| Cliftonville         | 1:6            | Haugesund             | 0:1      | 1:5      |
| Riteriai             | 1:1            | Klaksvík              | 1:1      | 0:0      |
| Liepaja              | 3:2            | Dinamo Minsk          | 1:1      | 2:1      |
| St. Pats             | 1:4            | Norrköping            | 0:2      | 1:2      |
| Aberdeen             | 4:2            | RoPS                  | 2:1      | 2:1      |
| Balzan               | 3:5            | Domžale               | 3:4      | 0:1      |
| Laci                 | 1:2            | Hapoel Beer Ševa      | 1:1      | 0:1      |
| Narva Trans          | 1:6            | Budućnost Podgorica   | 0:2      | 1:4      |
| Sabail               | 4:6            | Universitatea Craiova | 2:3      | 2:3      |
| Pjunik Jerevan       | 5:4            | KF Škupi              | 3:3      | 2:1      |
| AEK Larnaka          | 2:0            | Petrocub Hincesti     | 1:0      | 1:0      |

### 2. předkolo
Ve 2. předkole byly týmy rozděleny do mistrovské a nemistrovské části a v obou částech poté ještě na nasazené a nenasazené dle koeficientu UEFA. Týmy z obou částí byly poté nalosovány do dvojzápasu hraného systémem doma–venku, přičemž týmy ze stejné země nemohly být nalosovány proti sobě. Vítězové postoupili do 3. předkola a poražené týmy vypadly z evropských pohárů. Vzhledem k faktu, že mistrovské části se zúčastnil lichý počet týmů, jeden (předem vylosovaný) tým, v tomto případě Sarajevo, postoupil do 3. předkola bez boje. Los proběhl 19. června 2019, první zápasy se odehrály 25. července a odvety 1. srpna.
Mistrovská část
| Domácí v 1. zápase | Celkem | Hosté v 1. zápase  | 1. zápas | 2. zápas |
| ------------------ | ------ | ------------------ | -------- | -------- |
| Sarajevo           | –      | Volný los          | –        | –        |
| Tre Penne          | 0:10   | Suduva             | 0:5      | 0:5      |
| Piast Gliwice      | 4:4    | Riga               | 3:2      | 1:2      |
| Partizani          | 1:2    | Sheriff Tiraspol   | 0:1      | 1:1      |
| Ararat-Armenia     | 4:1    | Lincoln Red Imps   | 2:0      | 2:1      |
| Valur              | 1:5    | Ludogorets Razgrad | 1:1      | 0:4      |
| Slovan Bratislava  | 4:1    | Feronikeli         | 2:1      | 2:0      |
| Santa Coloma       | 1:4    | Astana             | 0:0      | 1:4      |
| Havnar Bóltfelag   | 2:3    | Linfield           | 2:2      | 0:1      |
| Škendija           | 2:3    | F91 Dudelange      | 1:2      | 1:1      |

Nemistrovská část
| Domácí v 1. zápase      | Celkem         | Hosté v 1. zápase     | 1. zápas | 2. zápas |
| ----------------------- | -------------- | --------------------- | -------- | -------- |
| Norrköping              | 3:0            | Liepaja               | 2:0      | 1:0      |
| Hapoel Beer Ševa        | 3:1            | Kajrat Almaty         | 2:0      | 1:1      |
| Arsenal Tula            | 0:4            | Neftci Baku           | 0:1      | 0:3      |
| Espanyol                | 7:1            | Stjarnan              | 4:0      | 3:1      |
| Dunajská Streda         | 3:5            | Atromitos             | 1:2      | 2:3      |
| Haugesund               | 3:2            | Sturm Graz            | 2:0      | 1:2      |
| AEK Larnaka             | 7:0            | Levski Sofia          | 3:0      | 4:0      |
| Legia Varšava           | 1:0            | KuPS                  | 1:0      | 0:0      |
| Utrecht                 | 2:3            | Zrinjski Mostar       | 1:1      | 1:2pp.   |
| Pjunik Jerevan          | 2:1            | Jablonec              | 2:1      | 0:0      |
| Lechia Gdaňsk           | 3:5            | Brøndby               | 2:1      | 1:4pp.   |
| Fehérvár                | 1:2            | Vaduz                 | 1:0      | 0:2pp.   |
| Gabala                  | 0:5            | Dinamo Tbilisi        | 0:2      | 0:3      |
| Yeni Malatyaspor        | 3:2            | Olimpija Lublaň       | 2:2      | 1:0      |
| Flora Tallinn           | 2:4            | Eintracht Frankfurt   | 1:2      | 1:2      |
| Domžale                 | 4:5            | Malmö                 | 2:2      | 2:3      |
| Molde                   | 3:1            | Čukarički             | 0:0      | 3:1      |
| Čichura Sačchere        | 1:6            | Aberdeen              | 1:1      | 0:5      |
| Gent                    | 7:5            | Viitorul Constanta    | 6:3      | 1:2      |
| Budućnost Podgorica     | 1:4            | Zorja Luhaňsk         | 1:3      | 0:1      |
| CSKA Sofia              | 1:1 (4:3 pen.) | Osijek                | 1:0      | 0:1pp.   |
| FC Turín                | 7:1            | Debrecen              | 3:0      | 4:1      |
| Luzern                  | 2:0            | Klaksvík              | 1:0      | 1:0      |
| Rangers                 | 2:0            | Progrès Niederkorn    | 2:0      | 0:0      |
| Ventspils               | 6:2            | Gżira United          | 4:0      | 2:2      |
| Štrasburk               | 4:3            | Maccabi Haifa         | 3:1      | 1:2      |
| Mladá Boleslav          | 4:3            | Ordabasy              | 1:1      | 3:2      |
| Shamrock Rovers         | 3:4            | Apollon Limassol      | 2:1      | 1:3pp.   |
| AZ Alkmaar              | 3:0            | Häcken                | 0:0      | 3:0      |
| Alaškert Jerevan        | 3:5            | FCSB                  | 0:3      | 3:2      |
| Lokomotiv Plovdiv       | 3:3            | Spartak Trnava        | 2:0      | 1:3      |
| Wolverhampton Wanderers | 6:1            | Crusaders             | 2:0      | 4:1      |
| Aris Soluň              | 1:0            | AEL Limassol          | 0:0      | 1:0      |
| Jeunesse Esch           | 0:5            | Vitória de Guimaraes  | 0:1      | 0:4      |
| Honvéd Budapešť         | 0:0 (1:3 pen.) | Universitatea Craiova | 0:0      | 0:0pp.   |
| Šachtěr Salihorsk       | 2:0            | Esbjerg               | 2:0      | 0:0      |
| Connah's Quay Nomads    | 0:4            | Partizan              | 0:1      | 0:3      |

### 3. předkolo
Ve 3. předkole byly týmy rozděleny do mistrovské a nemistrovské části a v obou částech poté ještě na nasazené a nenasazené dle koeficientu UEFA. Týmy z obou částí byly poté nalosovány do dvojzápasu hraného systémem doma–venku, přičemž týmy ze stejné země nemohly být nalosovány proti sobě. Vítězové postoupili do 4. předkola a poražené týmy vypadly z evropských pohárů. Los proběhl 22. července 2019, první zápasy se odehrály 8. srpna a odvety 15. srpna.
Mistrovská část
| Domácí v 1. zápase | Celkem | Hosté v 1. zápase | 1. zápas | 2. zápas |
| ------------------ | ------ | ----------------- | -------- | -------- |
| Sutjeska           | 3:5    | Linfield          | 1:2      | 2:3      |
| Maccabi Tel Aviv   | 2:4    | Suduva            | 1:2      | 1:2      |
| Ararat-Armenia     | 3:2    | Saburtalo         | 1:2      | 2:0      |
| Riga               | 3:3    | HJK Helsinki      | 1:1      | 2:2      |
| Ludogorets Razgrad | 9:0    | The New Saints    | 5:0      | 4:0      |
| Sarajevo           | 1:2    | BATE Borisov      | 1:2      | 0:0      |
| F91 Dudelange      | 4:1    | Nomme Kalju       | 3:1      | 1:0      |
| Astana             | 9:1    | Valletta          | 5:1      | 4:0      |
| Sheriff Tiraspol   | 2:3    | AIK Stockholm     | 1:2      | 1:1      |
| Slovan Bratislava  | 4:1    | Dundalk           | 1:0      | 3:1      |

Nemistrovská část
| Domácí v 1. zápase    | Celkem | Hosté v 1. zápase       | 1. zápas | 2. zápas |
| --------------------- | ------ | ----------------------- | -------- | -------- |
| Norrköping            | 2:4    | Hapoel Beer Ševa        | 1:1      | 1:3      |
| FC Turín              | 6:1    | Šachtěr Salihorsk       | 5:0      | 1:1      |
| Royal Antverpy        | 2:2    | Viktoria Plzeň          | 1:0      | 1:2pp.   |
| Austria Vídeň         | 2:5    | Apollon Limassol        | 1:2      | 1:3      |
| Feyenoord             | 5:1    | Dinamo Tbilisi          | 4:0      | 1:1      |
| Brøndby               | 3:7    | Braga                   | 2:4      | 1:3      |
| Molde                 | 4:3    | Aris Soluň              | 3:0      | 1:3pp.   |
| Lokomotiv Plovdiv     | 0:2    | Štrasburk               | 0:1      | 0:1      |
| Thun                  | 3:5    | Spartak Moskva          | 2:3      | 1:2      |
| FCSB                  | 1:0    | Mladá Boleslav          | 0:0      | 1:0      |
| Pjunik Jerevan        | 0:8    | Wolverhampton Wanderers | 0:4      | 0:4      |
| Midtjylland           | 3:7    | Rangers                 | 2:4      | 1:3      |
| Mariupol              | 0:4    | AZ Alkmaar              | 0:0      | 0:4      |
| AEK Larnaka           | 1:4    | Gent                    | 1:1      | 0:3      |
| Legia Varšava         | 2:0    | Atromitos               | 0:0      | 2:0      |
| Haugesund             | 0:1    | PSV Eindhoven           | 0:1      | 0:0      |
| Rijeka                | 4:0    | Aberdeen                | 2:0      | 2:0      |
| Ventspils             | 0:9    | Vitória de Guimaraes    | 0:3      | 0:6      |
| Vaduz                 | 0:6    | Eintracht Frankfurt     | 0:5      | 0:1      |
| Partizan              | 3:2    | Yeni Malatyaspor        | 3:1      | 0:1      |
| Malmö                 | 3:1    | Zrinjski Mostar         | 3:0      | 0:1      |
| CSKA Sofia            | 1:2    | Zorja Luhaňsk           | 1:1      | 0:1      |
| Neftci Baku           | 3:4    | Bnei Yehuda             | 2:2      | 1:2      |
| Luzern                | 0:6    | Espanyol                | 0:3      | 0:3      |
| Sparta Praha          | 3:4    | Trabzonspor             | 2:2      | 1:2      |
| Universitatea Craiova | 1:3    | AEK Athény              | 0:2      | 1:1      |

### 4. předkolo
Ve 4. předkole byly týmy rozděleny do mistrovské a nemistrovské části a v obou částech poté ještě na nasazené a nenasazené dle koeficientu UEFA. Týmy z obou částí byly poté nalosovány do dvojzápasu hraného systémem doma–venku, přičemž týmy ze stejné země nemohly být nalosovány proti sobě. Vítězové postoupili do skupinové fáze Evropské ligy UEFA 2019/20 a poražené týmy vypadly z evropských pohárů. Los proběhl 5. srpna 2019, první zápasy se odehrály 22. srpna a odvety 29. srpna.
Mistrovská část
| Domácí v 1. zápase | Celkem         | Hosté v 1. zápase | 1. zápas | 2. zápas |
| ------------------ | -------------- | ----------------- | -------- | -------- |
| Suduva             | 2:4            | Ferencváros       | 0:0      | 2:4      |
| Kodaň              | 3:2            | Riga              | 3:1      | 0:1      |
| Celtic             | 6:1            | AIK Stockholm     | 2:0      | 4:1      |
| Ararat-Armenia     | 3:3 (4:5 pen.) | F91 Dudelange     | 2:1      | 1:2pp.   |
| Ludogorets Razgrad | 2:2            | Maribor           | 0:0      | 2:2      |
| Linfield           | 4:4            | Qarabag           | 3:2      | 1:2      |
| Slovan Bratislava  | 3:3            | PAOK              | 1:0      | 2:3      |
| Astana             | 3:2            | BATE Borisov      | 3:0      | 0:2      |

Nemistrovská část
| Domácí v 1. zápase | Celkem | Hosté v 1. zápase       | 1. zápas | 2. zápas |
| ------------------ | ------ | ----------------------- | -------- | -------- |
| AEK Athény         | 3:3    | Trabzonspor             | 1:3      | 2:0      |
| FCSB               | 0:1    | Vitória de Guimaraes    | 0:0      | 0:1      |
| AZ Alkmaar         | 5:2    | Royal Antverpy          | 1:1      | 4:1      |
| FC Turín           | 3:5    | Wolverhampton Wanderers | 2:3      | 2:2      |
| Legia Varšava      | 0:1    | Rangers                 | 0:0      | 0:1      |
| Feyenoord          | 6:0    | Hapoel Beer Ševa        | 3:0      | 3:0      |
| Gent               | 3:2    | Rijeka                  | 2:1      | 1:1      |
| PSV Eindhoven      | 7:0    | Apollon Limassol        | 3:0      | 4:0      |
| Espanyol           | 5:3    | Zorja Luhaňsk           | 3:1      | 2:2      |
| Partizan           | 3:2    | Molde                   | 2:1      | 1:1      |
| Braga              | 3:2    | Spartak Moskva          | 1:0      | 2:1      |
| Malmö              | 4:0    | Bnei Yehuda             | 3:0      | 1:0      |
| Štrasburk          | 1:3    | Eintracht Frankfurt     | 1:0      | 0:3      |

## Skupinová fáze
Skupinovou fázi Evropské ligy UEFA 2019/20 hrálo 48 týmů. Pohároví vítězové z asociací na 1.–12. místě, tým ze čtvrtého místa asociace na 5. místě, týmy z pátých míst asociací na 1.–4. místě, 8 vítězů mistrovské části kvalifikace, 13 vítězů nemistrovské části kvalifikace, 4 poražení z mistrovské části kvalifikace Ligy mistrů a 6 poražených z nemistrovské části kvalifikace Ligy mistrů.
Los proběhl 30. srpna 2019 v Monaku. 48 týmů bylo nalosováno do 12 skupin po 4 týmech, přičemž v jedné skupině nemohlo být více klubů ze stejné země. Pro losování byly týmy rozděleny do 4 výkonnostních košů dle koeficientu UEFA.
V každé skupině se týmy utkaly každý s každým systémem doma–venku. Vítězové skupin a týmy na 2. místech postoupili do play-off Evropské ligy UEFA 2019/20. První zápasy se odehrály 19. září, poslední zápasy pak 12. prosince.

### Skupina A
| Tým           | Z | V | R | P | VG | OG | RS  | B  |
| ------------- | - | - | - | - | -- | -- | --- | -- |
| Sevilla       | 6 | 5 | 0 | 1 | 14 | 3  | 11  | 15 |
| APOEL         | 6 | 3 | 1 | 2 | 10 | 8  | 2   | 10 |
| Qarabag       | 6 | 1 | 2 | 3 | 8  | 11 | −3  | 5  |
| F91 Dudelange | 6 | 1 | 1 | 4 | 8  | 18 | −10 | 4  |

|               | SEV | APO | QAR | DUD |
| ------------- | --- | --- | --- | --- |
| Sevilla       | •   | 1:0 | 2:0 | 3:0 |
| APOEL         | 1:0 | •   | 2:1 | 3:4 |
| Qarabag       | 0:3 | 2:2 | •   | 1:1 |
| F91 Dudelange | 2:5 | 0:2 | 1:4 | •   |

### Skupina B
| Tým          | Z | V | R | P | VG | OG | RS | B  |
| ------------ | - | - | - | - | -- | -- | -- | -- |
| Malmö        | 6 | 3 | 2 | 1 | 8  | 6  | 2  | 11 |
| Kodaň        | 6 | 2 | 3 | 1 | 5  | 4  | 1  | 9  |
| Dynamo Kyjev | 6 | 1 | 4 | 1 | 7  | 7  | 0  | 7  |
| Lugano       | 6 | 0 | 3 | 3 | 2  | 5  | −3 | 3  |

|              | MAL | KOD | DYN | LUG |
| ------------ | --- | --- | --- | --- |
| Malmö        | •   | 1:1 | 4:3 | 2:1 |
| Kodaň        | 0:1 | •   | 1:1 | 1:0 |
| Dynamo Kyjev | 1:0 | 1:1 | •   | 1:1 |
| Lugano       | 0:0 | 0:1 | 0:0 | •   |

### Skupina C
| Tým         | Z | V | R | P | VG | OG | RS | B  |
| ----------- | - | - | - | - | -- | -- | -- | -- |
| Basilej     | 6 | 4 | 1 | 1 | 12 | 4  | 8  | 13 |
| Getafe      | 6 | 4 | 0 | 2 | 8  | 4  | 4  | 12 |
| Krasnodar   | 6 | 3 | 0 | 3 | 7  | 11 | −4 | 9  |
| Trabzonspor | 6 | 0 | 1 | 5 | 3  | 11 | −8 | 1  |

|             | BAS | GET | KRA | TRA |
| ----------- | --- | --- | --- | --- |
| Basilej     | •   | 2:1 | 5:0 | 2:0 |
| Getafe      | 0:1 | •   | 3:0 | 1:0 |
| Krasnodar   | 1:0 | 1:2 | •   | 3:1 |
| Trabzonspor | 2:2 | 0:1 | 0:2 | •   |

### Skupina D
| Tým           | Z | V | R | P | VG | OG | RS | B  |
| ------------- | - | - | - | - | -- | -- | -- | -- |
| LASK Linz     | 6 | 4 | 1 | 1 | 11 | 4  | 7  | 13 |
| Sporting      | 6 | 4 | 0 | 2 | 11 | 7  | 4  | 12 |
| PSV Eindhoven | 6 | 2 | 2 | 2 | 9  | 12 | −3 | 8  |
| Rosenborg     | 6 | 0 | 1 | 5 | 3  | 11 | −8 | 1  |

|               | LIN | SPO | PSV | ROS |
| ------------- | --- | --- | --- | --- |
| LASK Linz     | •   | 3:0 | 4:1 | 1:0 |
| Sporting      | 2:1 | •   | 4:0 | 1:0 |
| PSV Eindhoven | 0:0 | 3:2 | •   | 1:1 |
| Rosenborg     | 1:2 | 0:2 | 1:4 | •   |

### Skupina E
| Tým          | Z | V | R | P | VG | OG | RS | B  |
| ------------ | - | - | - | - | -- | -- | -- | -- |
| Celtic       | 6 | 4 | 1 | 1 | 10 | 6  | 4  | 13 |
| Kluž         | 6 | 4 | 0 | 2 | 6  | 4  | 2  | 12 |
| Lazio        | 6 | 2 | 0 | 4 | 6  | 9  | −3 | 6  |
| Stade Rennes | 6 | 1 | 1 | 4 | 5  | 8  | −3 | 4  |

|              | CEL | KLU | LAZ | REN |
| ------------ | --- | --- | --- | --- |
| Celtic       | •   | 2:0 | 2:1 | 3:1 |
| Kluž         | 2:0 | •   | 2:1 | 1:0 |
| Lazio        | 1:2 | 1:0 | •   | 2:1 |
| Stade Rennes | 1:1 | 0:1 | 2:0 | •   |

### Skupina F
| Tým                  | Z | V | R | P | VG | OG | RS | B  |
| -------------------- | - | - | - | - | -- | -- | -- | -- |
| Arsenal              | 6 | 3 | 2 | 1 | 14 | 7  | 7  | 11 |
| Eintracht Frankfurt  | 6 | 3 | 0 | 3 | 8  | 10 | −2 | 9  |
| Standard Lutych      | 6 | 2 | 2 | 2 | 8  | 10 | −2 | 8  |
| Vitória de Guimaraes | 6 | 1 | 2 | 3 | 7  | 10 | −3 | 5  |

|                      | ARS | FRA | LUT | VIT |
| -------------------- | --- | --- | --- | --- |
| Arsenal              | •   | 1:2 | 4:0 | 3:2 |
| Eintracht Frankfurt  | 0:3 | •   | 2:1 | 2:3 |
| Standard Lutych      | 2:2 | 2:1 | •   | 2:0 |
| Vitória de Guimaraes | 1:1 | 0:1 | 1:1 | •   |

### Skupina G
| Tým        | Z | V | R | P | VG | OG | RS | B  |
| ---------- | - | - | - | - | -- | -- | -- | -- |
| Porto      | 6 | 3 | 1 | 2 | 8  | 9  | −1 | 10 |
| Rangers    | 6 | 2 | 3 | 1 | 8  | 6  | 2  | 9  |
| Young Boys | 6 | 2 | 2 | 2 | 8  | 7  | 1  | 8  |
| Feyenoord  | 6 | 1 | 2 | 3 | 7  | 9  | −2 | 5  |

|            | POR | RAN | YBB | FEY |
| ---------- | --- | --- | --- | --- |
| Porto      | •   | 1:1 | 2:1 | 3:2 |
| Rangers    | 2:0 | •   | 1:1 | 1:0 |
| Young Boys | 1:2 | 2:1 | •   | 2:0 |
| Feyenoord  | 2:0 | 2:2 | 1:1 | •   |

### Skupina H
| Tým                | Z | V | R | P | VG | OG | RS | B  |
| ------------------ | - | - | - | - | -- | -- | -- | -- |
| Espanyol           | 6 | 3 | 2 | 1 | 12 | 4  | 8  | 11 |
| Ludogorets Razgrad | 6 | 2 | 2 | 2 | 10 | 10 | 0  | 8  |
| Ferencváros        | 6 | 1 | 4 | 1 | 5  | 7  | −2 | 7  |
| CSKA Moskva        | 6 | 1 | 2 | 3 | 3  | 9  | −6 | 5  |

|                    | ESP | LUD | FER | CSK |
| ------------------ | --- | --- | --- | --- |
| Espanyol           | •   | 6:0 | 1:1 | 0:1 |
| Ludogorets Razgrad | 0:1 | •   | 1:1 | 5:1 |
| Ferencváros        | 2:2 | 0:3 | •   | 0:0 |
| CSKA Moskva        | 0:2 | 1:1 | 0:1 | •   |

### Skupina I
| Tým           | Z | V | R | P | VG | OG | RS | B  |
| ------------- | - | - | - | - | -- | -- | -- | -- |
| Gent          | 6 | 3 | 3 | 0 | 11 | 7  | 4  | 12 |
| Wolfsburg     | 6 | 3 | 2 | 1 | 9  | 7  | 2  | 11 |
| Saint-Étienne | 6 | 0 | 4 | 2 | 6  | 8  | −2 | 4  |
| Oleksandrija  | 6 | 0 | 3 | 3 | 6  | 10 | −4 | 3  |

|               | GEN | WOL | ETI | OLE |
| ------------- | --- | --- | --- | --- |
| Gent          | •   | 2:2 | 3:2 | 2:1 |
| Wolfsburg     | 1:3 | •   | 1:0 | 3:1 |
| Saint-Étienne | 0:0 | 1:1 | •   | 1:1 |
| Oleksandrija  | 1:1 | 0:1 | 2:2 | •   |

### Skupina J
| Tým                 | Z | V | R | P | VG | OG | RS | B  |
| ------------------- | - | - | - | - | -- | -- | -- | -- |
| Basaksehir          | 6 | 3 | 1 | 2 | 7  | 9  | −2 | 10 |
| AS Řím              | 6 | 2 | 3 | 1 | 12 | 6  | 6  | 9  |
| Borussia M'gladbach | 6 | 2 | 2 | 2 | 6  | 9  | −3 | 8  |
| Wolfsberger         | 6 | 1 | 2 | 3 | 7  | 8  | −1 | 5  |

|                     | BAS | ROM | MON | WOL |
| ------------------- | --- | --- | --- | --- |
| Basaksehir          | •   | 0:3 | 1:1 | 1:0 |
| AS Řím              | 4:0 | •   | 1:1 | 2:2 |
| Borussia M'gladbach | 1:2 | 2:1 | •   | 0:4 |
| Wolfsberger         | 0:3 | 1:1 | 0:1 | •   |

### Skupina K
| Tým               | Z | V | R | P | VG | OG | RS | B  |
| ----------------- | - | - | - | - | -- | -- | -- | -- |
| Braga             | 6 | 4 | 2 | 0 | 15 | 9  | 6  | 14 |
| Wolverhampton     | 6 | 4 | 1 | 1 | 11 | 5  | 6  | 13 |
| Slovan Bratislava | 6 | 1 | 1 | 4 | 10 | 13 | −3 | 4  |
| Besiktas          | 6 | 1 | 0 | 5 | 6  | 15 | −9 | 3  |

|                   | BRA | WOL | SLO | BES |
| ----------------- | --- | --- | --- | --- |
| Braga             | •   | 3:3 | 2:2 | 3:1 |
| Wolverhampton     | 0:1 | •   | 1:0 | 4:1 |
| Slovan Bratislava | 2:4 | 1:2 | •   | 4:2 |
| Besiktas          | 1:2 | 0:1 | 2:1 | •   |

### Skupina L
| Tým               | Z | V | R | P | VG | OG | RS  | B  |
| ----------------- | - | - | - | - | -- | -- | --- | -- |
| Manchester United | 6 | 4 | 1 | 1 | 10 | 2  | 8   | 13 |
| AZ Alkmaar        | 6 | 2 | 3 | 1 | 15 | 8  | 7   | 9  |
| Partizan          | 6 | 2 | 2 | 2 | 10 | 8  | 2   | 8  |
| Astana            | 6 | 1 | 0 | 5 | 4  | 19 | −15 | 3  |

|                   | MUN | ALK | PAR | AST |
| ----------------- | --- | --- | --- | --- |
| Manchester United | •   | 4:0 | 3:0 | 1:0 |
| AZ Alkmaar        | 0:0 | •   | 2:2 | 6:0 |
| Partizan          | 0:1 | 2:2 | •   | 4:1 |
| Astana            | 2:1 | 0:5 | 1:2 | •   |

|  | Postup do vyřazovací fáze |

## Vyřazovací fáze
Skupinovou fázi Evropské ligy UEFA 2019/20 hrálo 48 týmů: 12 vítězů skupin, 12 týmů z 2. míst a 8 týmů ze 3. míst základních skupin Ligy mistrů UEFA 2019/20. V play-off byly týmy rozděleny na nasazené a nenasazené. Nasazené týmy byly 12 vítězů skupin a 4 nejlepší týmy ze 3. míst základních skupin Ligy mistrů. Týmy ze stejné skupiny nebo stejné země se nemohly utkat proti sobě. Od osmifinále již tato pravidla neplatila a mohla tak proti sobě hrát jakákoliv mužstva.
Vyřazovací fáze začala losem 16. prosince 2019 a zápasy se původně měly odehrát od 18. února 2020 do 30. května 2020. Kvůli pandemii covidu-19 se odkládaly zápasy odvet osmifinále (hrály se až 5.–6. srpna, dvě odvetná utkání se neodehrála vůbec) a od čtvrtfinále se hrálo pouze na jeden zápas. Finále se hrálo 21. srpna.

### Kvalifikované týmy ze skupinové fáze Evropské ligy
| Skupina | Vítězové skupin (nasazené týmy) | 2. místo ve skupině (nenasazené týmy) |
| ------- | ------------------------------- | ------------------------------------- |
| A       | Sevilla                         | APOEL                                 |
| B       | Malmö                           | Kodaň                                 |
| C       | Basilej                         | Getafe                                |
| D       | LASK Linz                       | Sporting                              |
| E       | Celtic                          | Kluž                                  |
| F       | Arsenal                         | Eintracht Frankfurt                   |
| G       | Porto                           | Rangers                               |
| H       | Espanyol                        | Ludogorets Razgrad                    |
| I       | Gent                            | Wolfsburg                             |
| J       | Basaksehir                      | AS Řím                                |
| K       | Braga                           | Wolverhampton                         |
| L       | Manchester United               | AZ Alkmaar                            |

### Kvalifikované týmy z 3. míst ze skupin Ligy mistrů
| Skupina | Nasazené týmy | Nenasazené týmy  |
| ------- | ------------- | ---------------- |
| LM3m    | Ajax          | Bayer Leverkusen |
| LM3m    | RB Salzburg   | Šachtar Doněck   |
| LM3m    | Inter Milán   | Olympiakos       |
| LM3m    | Benfica       | Club Bruggy      |

### Šestnáctifinále
| Domácí v 1. zápase  | Celkem  | Hosté v 1. zápase | 1. zápas | 2. zápas |
| ------------------- | ------- | ----------------- | -------- | -------- |
| Wolverhampton       | 6:3     | Espanyol          | 4:0      | 2:3      |
| Sporting            | 4:5     | Basaksehir        | 3:1      | 1:4pp.   |
| Getafe              | 3:2     | Ajax              | 2:0      | 1:2      |
| Bayer 04 Leverkusen | 5:2     | Porto             | 2:1      | 3:1      |
| Kodaň               | 4:2     | Celtic            | 1:1      | 3:1      |
| APOEL               | 0:4     | Basilej           | 0:3      | 0:1      |
| Kluž                | 1:1 (a) | Sevilla           | 1:1      | 0:0      |
| Olympiakos          | 2:2 (a) | Arsenal           | 0:1      | 2:1      |
| AZ Alkmaar          | 1:3     | LASK Linz         | 1:1      | 0:2      |
| Club Bruggy         | 1:6     | Manchester United | 1:1      | 0:5      |
| Ludogorets Razgrad  | 1:4     | FC Inter Milán    | 0:2      | 1:2      |
| Eintracht Frankfurt | 6:3     | RB Salzburg       | 4:1      | 2:2      |
| Šachtar Doněck      | 5:4     | Benfica           | 2:1      | 3:3      |
| Wolfsburg           | 5:1     | Malmö             | 2:1      | 3:0      |
| AS Řím              | 2:1     | Gent              | 1:0      | 1:1      |
| Rangers             | 4:2     | Braga             | 3:2      | 1:0      |

### Osmifinále
| Domácí v 1. zápase  | Celkem | Hosté v 1. zápase   | 1. zápas | 2. zápas |
| ------------------- | ------ | ------------------- | -------- | -------- |
| LASK Linz           | 1:7    | Manchester United   | 0:5      | 1:2      |
| Eintracht Frankfurt | 0:4    | Basilej             | 0:3      | 0:1      |
| Sevilla             | 2:0    | AS Řím              | 2:0      | 1 zápas  |
| Basaksehir          | 1:3    | Kodaň               | 1:0      | 0:3      |
| Inter Milán         | 2:0    | Getafe              | 2:0      | 1 zápas  |
| Šachtar Doněck      | 5:1    | Wolfsburg           | 2:1      | 3:0      |
| Rangers             | 1:4    | Bayer 04 Leverkusen | 1:3      | 0:1      |
| Olympiakos          | 1:2    | Wolverhampton       | 1:1      | 1:0      |

### Čtvrtfinále
| Domácí            | Výsledek | Hosté               | Report |
| ----------------- | -------- | ------------------- | ------ |
| Šachtar Doněck    | 4:1      | Basilej             | Zde    |
| Manchester United | 1:0pp.   | Kodaň               | Zde    |
| Inter Milán       | 2:1      | Bayer 04 Leverkusen | Zde    |
| Wolverhampton     | 0:1      | Sevilla             | Zde    |

### Semifinále
| Domácí      | Výsledek | Hosté             | Report |
| ----------- | -------- | ----------------- | ------ |
| Sevilla     | 2:1      | Manchester United | Zde    |
| Inter Milán | 5:0      | Šachtar Doněck    | Zde    |

### Finále
| 21. srpna 2020 21:00 SELČ           |        |                           |                                                                            |
| Sevilla                             | 3:2    | Inter Milán               | Köln Arena, Kolín nad Rýnem diváci: 0 rozhodčí: Danny Makkelie, Nizozemsko |
| L. de Jong 12' 33' Lukaku 74' (vl.) | Report | Lukaku 5' (pen) Godín 36' | Köln Arena, Kolín nad Rýnem diváci: 0 rozhodčí: Danny Makkelie, Nizozemsko |